# Ciklotetradekaheptaén
A ciklotetradekaheptaén annulén, mely nem aromás, mert nem síkalkatú, összegképlete C14H14. A nagy gyűrűfeszültség miatt kevésbé stabil.

## Fordítás
Ez a szócikk részben vagy egészben  a   Cyclotetradecaheptaene című angol Wikipédia-szócikk fordításán alapul.  Az eredeti cikk szerkesztőit annak laptörténete sorolja fel. Ez a jelzés csupán a megfogalmazás eredetét és a szerzői jogokat jelzi, nem szolgál a cikkben szereplő információk forrásmegjelöléseként.